# Brusy-Północ (gromada)
Brusy-Północ – dawna gromada, czyli najmniejsza jednostka podziału terytorialnego Polskiej Rzeczypospolitej Ludowej w latach 1954–1972.
Gromady, z gromadzkimi radami narodowymi (GRN) jako organami władzy najniższego stopnia na wsi, funkcjonowały od reformy reorganizującej administrację wiejską przeprowadzonej jesienią 1954 do momentu ich zniesienia z dniem 1 stycznia 1973, tym samym wypierając organizację gminną w latach 1954–1972.
Gromadę Brusy-Północ z siedzibą GRN w Brusach (wówczas wsi) utworzono 31 grudnia 1961 w powiecie chojnickim w woj. bydgoskim. W jej skład weszły (a) wieś Brusy oraz miejscowości Bingerstwo, Delos, Gacnik, Krowi Most, Piekiełko i Szotowa Góra ze zniesionej gromady Brusy, (b) wieś Zalesie ze zniesionej gromady Lubnia, a także (c) wsie Dąbrówka, Frydrychowo, Huta, Kosobudy, Kinice i Małe Gliśno oraz miejscowości Broda, Chłopawy, Gapiarnia, Losek, Młynek i Rakarnia ze zniesionej gromady Kosobudy w tymże powiecie.
Gromadę zniesiono 1 stycznia 1969, a jej obszar włączono do nowo utworzonej gromady Brusy w tymże powiecie.